# Ludvig Kornerup
Christian Ludvig Kornerup (ur. 19 lutego 1871 we Frederiksbergu, zm. 27 marca 1946 w Sztokholmie) – duńsko-szwedzki sędzia i trener piłkarski, pierwszy selekcjoner reprezentacji Szwecji.
Ludvig Kornerup urodził się w Danii w 1871. W 1892 wyemigrował do Szkocji, skąd w 1899 przeniósł się do Szwecji. W 1905 uzyskał szwedzkie obywatelstwo. W latach 1905–1907 pełnił funkcję prezesa Szwedzkiego Związku Piłki Nożnej. W 1908 roku pełnił rolę selekcjonera reprezentacji Szwecji Szwecji na Igrzyskach Olimpijskich w Londynie. Na turnieju w Anglii Szwecja przegrała 1-12 z amatorską reprezentacją Wielkiej Brytanii w ćwierćfinale, ale wobec rezygnacji Francji z walki o brązowy medal, Szwecja zastąpiła ją w tym meczu, lecz uległa 0-2 Holandii. Ogółem Kornerup prowadził Szwecję w 6 meczach, z których jeden wygrał i pięć przegrał, przy bilansie bramkowym 17-30. W latach 1908–1909 i 1914-1920 Kornerup pełnił funkcję wiceprezydenta FIFA.